# Mastering
Mastering je jedním z procesů postprodukce (konečných úprav) hudebních či zvukových nahrávek. Cílem masteringu je harmonizovat znění všech písní (zvláště když byly nahrávány v různých studiích) a upravit znění na daný standard.
V původním významu se masteringem označuje výroba „masteru“ (angl.), česky „matrice“ k množení nosiče zvuku (gramofonové desky). Z originální matrice se – ať již lisováním, vypalováním či jiným způsobem – vyrábějí kopie (gramodeska, CD, DVD, případně MC).
„Masteringem obecně rozumíme zpracování zvuku při dokončování CD masteru.“ (Oldřich Slezák)
„Masteringem rozumím finální zvukovou úpravu, obvykle hudebních snímků. CD mastering v sobě zahrnuje i jejich zpracování do formátu CD-DA[.]“ (Roman Cejnar) čili oindexování skladeb, zápis ISRC kódů, případně CD TEXTu.
„Mastering je poslední příležitost k opravě problémů, které vznikly a nebyly zpozorovány v průběhu míchačky. Je to také příležitost spojit zvukově jednotlivé skladby tak, aby zněly přirozeně vedle sebe na jednom CD. A nakonec je to šance udělat CD co nejhlasitější.“ (John Murch)
„Ve své podstatě se jedná o finální úpravu smíchané nahrávky, která by měla podtrhnout její kvality, zvýraznit silná místa, ta slabší usměrnit a symbolicky řečeno jde o ten poslední krůček k perfektnímu výsledku.“
Nové zpracování starých hudebních či video nahrávek se nazývá remaster. Umožňuje původní materiál dále vylepšovat, modernizovat nebo s pomocí nových technologií odstraňovat vady a kazy.